# Bolivia Road Bridge
Die Bolivia Road Bridge (auch bekannt als Lanesville Bridge) ist eine historische Straßenbrücke (Stil: Truss bridge) unweit von Bolivia, im Sangamon bzw. im Christian County, im US-Bundesstaat Illinois in den Vereinigten Staaten. Die 1901 errichtete Brücke überspannt den Sangamon River.
Das Fundament der Brücke besteht aus Beton, die Brücke selbst aus Stahl und zum Teil aus Holz. Die Spannweite beträgt 54,8 Meter, die Gesamtlänge 189,6 Meter und die Breite 4,6 Meter. Im Durchschnitt überqueren etwa 100 Fahrzeuge am Tag die Brücke (Stand: 2007). Laut National Register of Historic Places war die Brücke im Zeitraum zwischen 1900 und 1924 von besonderer Bedeutung.
Die Lanesville Bridge wurde am 28. Januar 2004 als Baudenkmal in das National Register of Historic Places mit der Nummer 03001464 aufgenommen.